# بريسوني

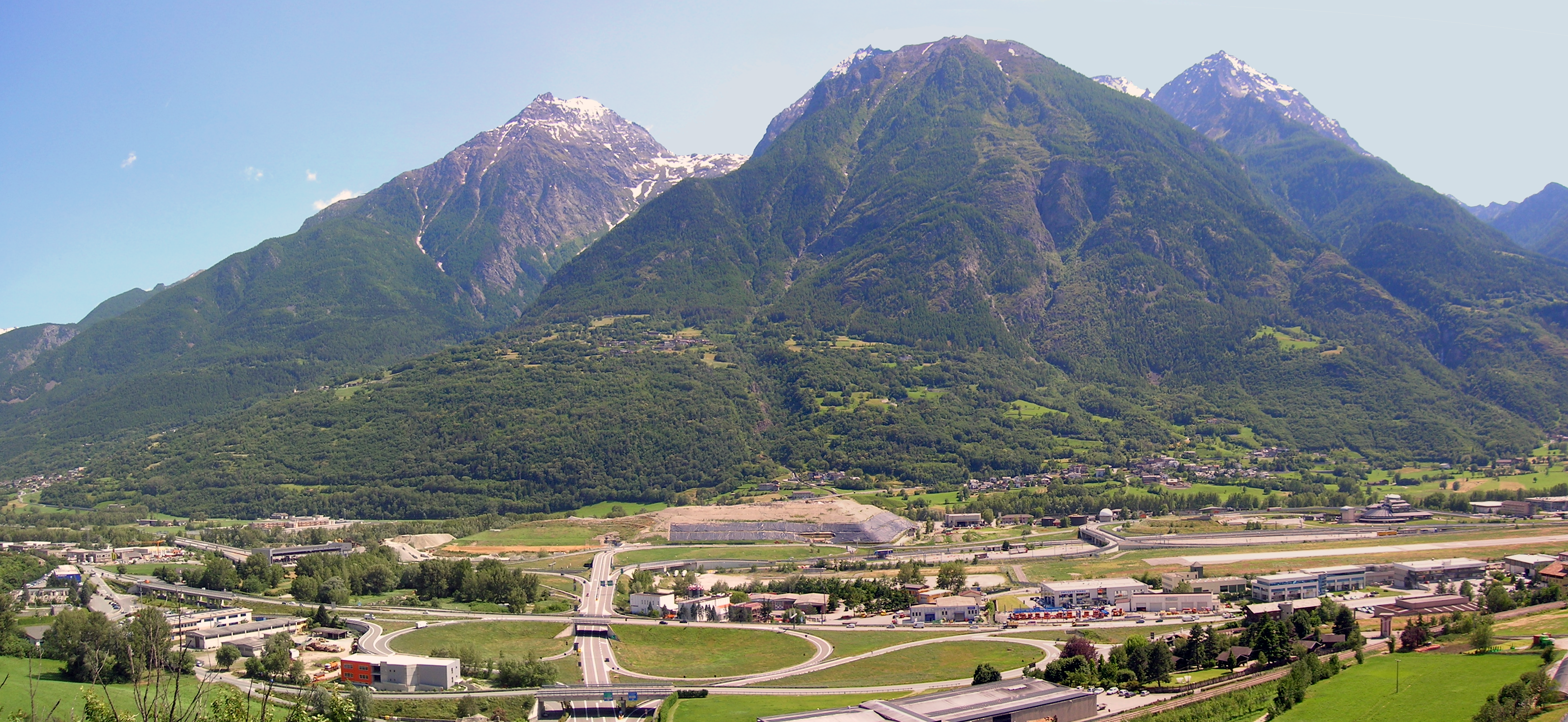
نظرةBrissogne

بريسوني هي كومونا في منطقة وادي أوستا في شمال غرب إيطاليا .